# شهرداری کازرون
شهرداری کازرون یک سازمان عمومی غیردولتی است که مسئولیت اجرایی مدیریت شهری در کازرون را به عهده دارد. بالاترین مقام اجرایی این سازمان، شهردار کازرون است که توسط شورای شهر کازرون انتخاب می‌شود. شهرداری کازرون در سال ۱۳۱۰ تأسیس شد و دارای درجه ۹ بر اساس درجه‌بندی منتشرشده توسط سازمان شهرداری‌ها و دهیاری‌های کشور می‌باشد. سید حمید هاشمی، سرپرست کنونی شهرداری کازرون است. در سال ۱۴۰۲ مجمع خیّرین شهرساز و فرهنگ‌ساز کازرون به منظور انسجام فعالیت‌های خیّرین کازرونی در امور شهری توسط شهرداری کازرون تأسیس شد.

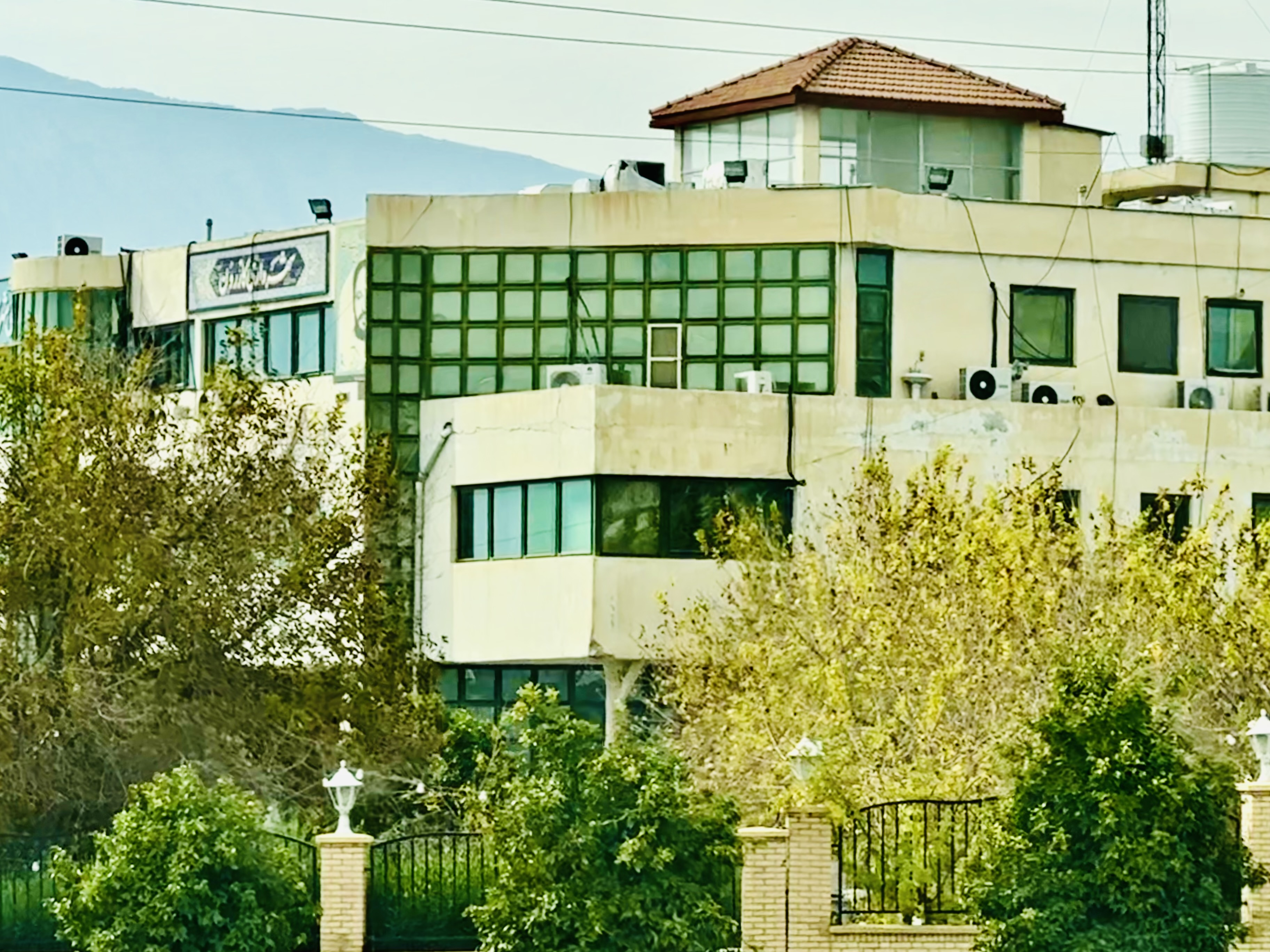
ساختمان مرکزی شهرداری کازرون واقع در میدان شهروند

## تاریخچه
بلدیهٔ کازرون در سال ۱۲۹۷ شمسی تأسیس شد. اما نهاد شهرداری کازرون رسماً در سال ۱۳۱۰ تأسیس شد و شروع به کار کرد.

## ساختار سازمانی
حوزه‌های زیرمجموعه شهرداری کازرون شامل موارد زیر است:
- حوزه شهردار
- حوزه معاونت عمرانی و شهرسازی
- حوزه معاونت خدمات شهری
- حوزه توسعه و مدیریت منابع
- حوزه امور مالی
- حوزه امور حقوقی و املاک
- حوزه روابط عمومی و امور فرهنگی و اجتماعی
- حوزه امور فناوری اطلاعات و ارتباطات
- حوزه حراست
- سازمان آتش‌نشانی و خدمات ایمنی
- سازمان مدیریت حمل و نقل

## بودجه
به گفته رضا نوذری، شهردار پیشین کازرون، مبلغ بودجه پیشنهادی این نهاد در سال ۱۴۰۴ مبلغ ۵۵۰ میلیارد تومان خواهد بود.

## حمل و نقل عمومی
بر اساس اعلام شهردار کازرون در حال حاضر ۲۲ دستگاه اتوبوس و ۳ دستگاه مینی‌بوس به شهروندان کازرون و حومه خدمات‌رسانی می‌کنند.

## حمل و نقل برون‌شهری

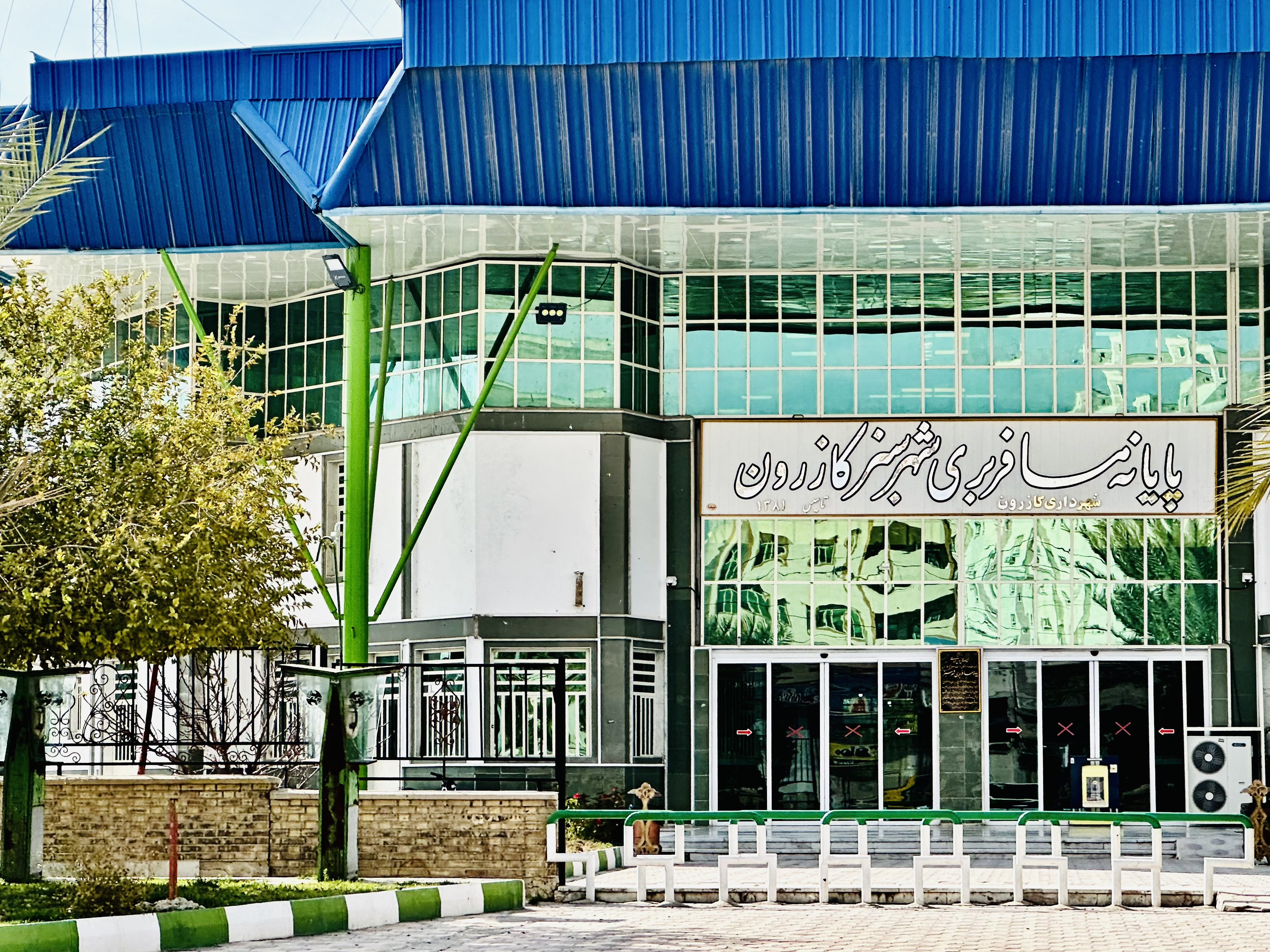
پایانه مسافربری شهرسبز کازرون

پایانه مسافربری شهرسبز واقع در بلوار شهید خرسند، تحت نظر شهرداری کازرون مشغول به فعالیت است.

## شهرداران

### دوره جمهوری اسلامی
این فهرست شامل شهرداران و همچنین سرپرست‌های شهرداری می‌باشد.
| ردیف | نام                    | دوران تصدی | دوران تصدی |
| ردیف | نام                    | آغاز تصدی  | پایان تصدی |
| ---- | ---------------------- | ---------- | ---------- |
| ۱    | محمد دامنگیر           | ۱۳۵۷       | ۱۳۵۸       |
| ۲    | یدالله پناهی           | ۱۳۵۸       | ۱۳۶۰       |
| ۳    | سید عبدالرسول طباطبایی | ۱۳۶۰       | ۱۳۶۰       |
| ۴    | اسماعیل بشارده         | ۱۳۶۰       | ۱۳۶۱       |
| ۵    | محمدحسن مهاجرانی       | ۱۳۶۱       | ۱۳۶۱       |
| ۶    | هدایت‌الله مصلحیان      | ۱۳۶۱       | ۱۳۶۳       |
| ۷    | هوشنگ طاهری            | ۱۳۶۴       | ۱۳۶۷       |
| ۸    | سید عبدالرسول طباطبایی | ۱۳۶۷       | ۱۳۶۷       |
| ۹    | زین‌العابدین صفایی‌زاده  | ۱۳۶۷       | ۱۳۶۸       |
| ۱۰   | اسماعیل چویلی          | ۱۳۷۲       | ۱۳۷۲       |
| ۱۱   | حسین خانی              | ۱۳۷۲       | ۱۳۷۲       |
| ۱۲   | اسماعیل چویلی          | ۱۳۷۲       | ۱۳۷۳       |
| ۱۳   | مهدی خانی              | ۱۳۷۳       | ۱۳۷۳       |
| ۱۴   | حیدر اسکندرپور         | ۱۳۷۳       | ۱۳۷۶       |
| ۱۵   | حسن زارعی              | ۱۳۷۶       | ۱۳۷۶       |
| ۱۶   | محمدرضا زمانی          | ۱۳۷۶       | ۱۳۷۷       |
| ۱۷   | حمیدرضا بادآهنگ        | ۱۳۷۷       | ۱۳۷۹       |
| ۱۸   | اسماعیل چویلی          | ۱۳۷۹       | ۱۳۷۹       |
| ۱۹   | مسیح‌الله بنائی         | ۱۳۷۹       | ۱۳۸۲       |
| ۲۰   | عبدالحسین کامگار       | ۱۳۸۲       | ۱۳۸۲       |
| ۲۱   | محمود صفائی            | ۱۳۸۲       | ۱۳۸۴       |
| ۲۲   | علی دهقان              | ۱۳۸۴       | ۱۳۸۴       |
| ۲۳   | حاصل عسکری             | ۱۳۸۴       | ۱۳۸۸       |
| ۲۴   | مهرداد تدین            | ۱۳۸۸       | ۱۳۸۹       |
| ۲۵   | باقری                  | ۱۳۸۹       | ۱۳۹۰       |
| ۲۶   | سرفراز موصلی           | ۱۳۹۰       | ۱۳۹۲       |
| ۲۷   | سید مهدی مکی           | ۱۳۹۲       | ۱۳۹۶       |
| ۲۸   | محمدعلی برزویی         | ۱۳۹۶       | ۱۳۹۶       |
| ۲۹   | علی باقری              | ۱۳۹۶       | ۱۳۹۸       |
| ۳۰   | اصغر قاسمی             | ۱۳۹۸       | ۱۳۹۸       |
| ۳۱   | محمدامین مهرورز        | ۱۳۹۸       | ۱۴۰۰       |
| ۳۲   | رضا نوذری              | ۱۴۰۰       | ۱۴۰۴       |
| ۳۳   | سید حمید هاشمی         | ۱۴۰۴       | تاکنون     |

## فعالیت‌های ورزشی
تیم هندبال شهرداری کازرون در سال ۱۳۹۶ در لیگ برتر هندبال مردان ایران شرکت کرد و توانست به مقام نایب‌قهرمانی این رقابت‌ها دست پیدا کرده و به جام باشگاه‌های هندبال آسیا صعود کند.